# Zedelgem
Zedelgem este o comună neerlandofonă situată în provincia Flandra de Vest, regiunea Flandra din Belgia. La 1 ianuarie 2008 avea o populație totală de 22.060 locuitori. 

## Geografie
Comuna actuală Zedelgem a fost formată în urma unei reorganizări teritoriale în anul 1977, prin înglobarea într-o singură entitate a ??? comune învecinate. Suprafața totală a comunei este de 60,34 km². Comuna este subdivizată în secțiuni, ce corespund aproximativ cu fostele comune de dinainte de 1977. Acestea sunt:
| - I. Zedelgem - V. Zuidwege/De Leeuw - II. Aartrijke - III. Veldegem - IV. Loppem |

Localitățile limitrofe sunt:
| - Comuna Oostkamp: - a. Oostkamp - b. Waardamme - c. Ruddervoorde - Orașul Torhout: - d. Torhout - e. Wijnendale - Comuna Ichtegem: - f. Ichtegem - g. Eernegem - h. Bekegem | - Comuna Jabbeke: - j. Zerkegem - j. Snellegem - Orașul Bruges: - k. Sint-Andries - l. Sint-Michiels |

1. ↑  Inventaris Onroerend Erfgoed